# 조성래
조성래(趙誠來, 1941년 10월 24일 ~ )는 대한민국의 법조인 출신 정치인이다. 제17대 국회의원을 지냈다.

## 학력
- 통영고등학교 졸업
- 경희대학교 법과대학 학사
- 서울대학교 사법대학원 법학석사 수료

## 경력
- 제8회 사법시험 합격
- 서울지방법원 판사
- 부산지방법원 판사
- 서울가정법원 판사
- 부산구덕로타리클럽 회장
- 부산지방변호사회 총무이사
- 국민운동본부 부산지부 집행위원
- 민주사회를 위한 변호사회 부산지부대표
- 부마항쟁기념사업회 공동의장
- 노동자를 위한 연대 대표
- 재부통영향인회 회장
- 부산 경남 역사연구소 이사장
- 법무법인 동래 대표변호사
- 부산지방변호사회 부회장
- 부산외국어대학교 법과대학 겸임교수
- 부산지방변호사회 회장
- 대한변호사협회 부회장
- (사)백산안희제선생독립정신계승사업회 회장
- 새천년민주당 노무현대통령후보 부산시 선대위원장
- 부산정치개혁추진위원회 초대 위원장
- 열린우리당 인권특별위원장
- 열린우리당 부산시지부창당준비위원회 위원장
- 국회 전반기 윤리특별위원회 위원, 후반기 환경노동위원회 위원

## 역대 선거 결과
| 실시년도 | 선거   | 대수 | 직책     | 선거구   | 정당       | 득표수      | 득표율          | 순위          | 당락 | 비고 |
| -------- | ------ | ---- | -------- | -------- | ---------- | ----------- | --------------- | ------------- | ---- | ---- |
| 2004년   | 총선   | 17대 | 국회의원 | 비례대표 | 열린우리당 | 8,145,824표 | \| \| 38.26% \| | 비례대표 14번 |      | 초선 |
|          | 38.26% |      |          |          |            |             |                 |               |      |      |